# بيض مسلوق

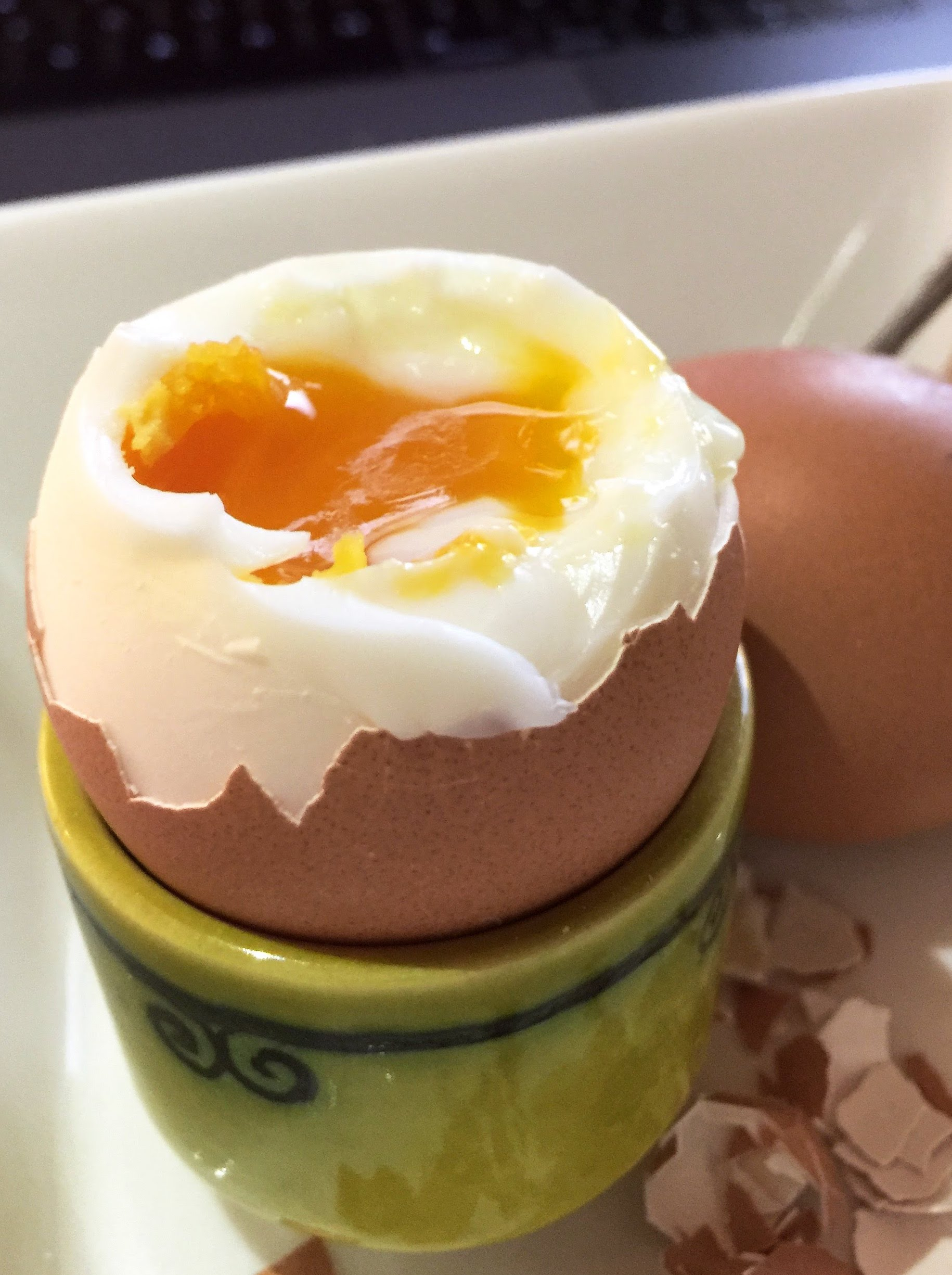
بيض نصف مسلوق (بيض برشت)

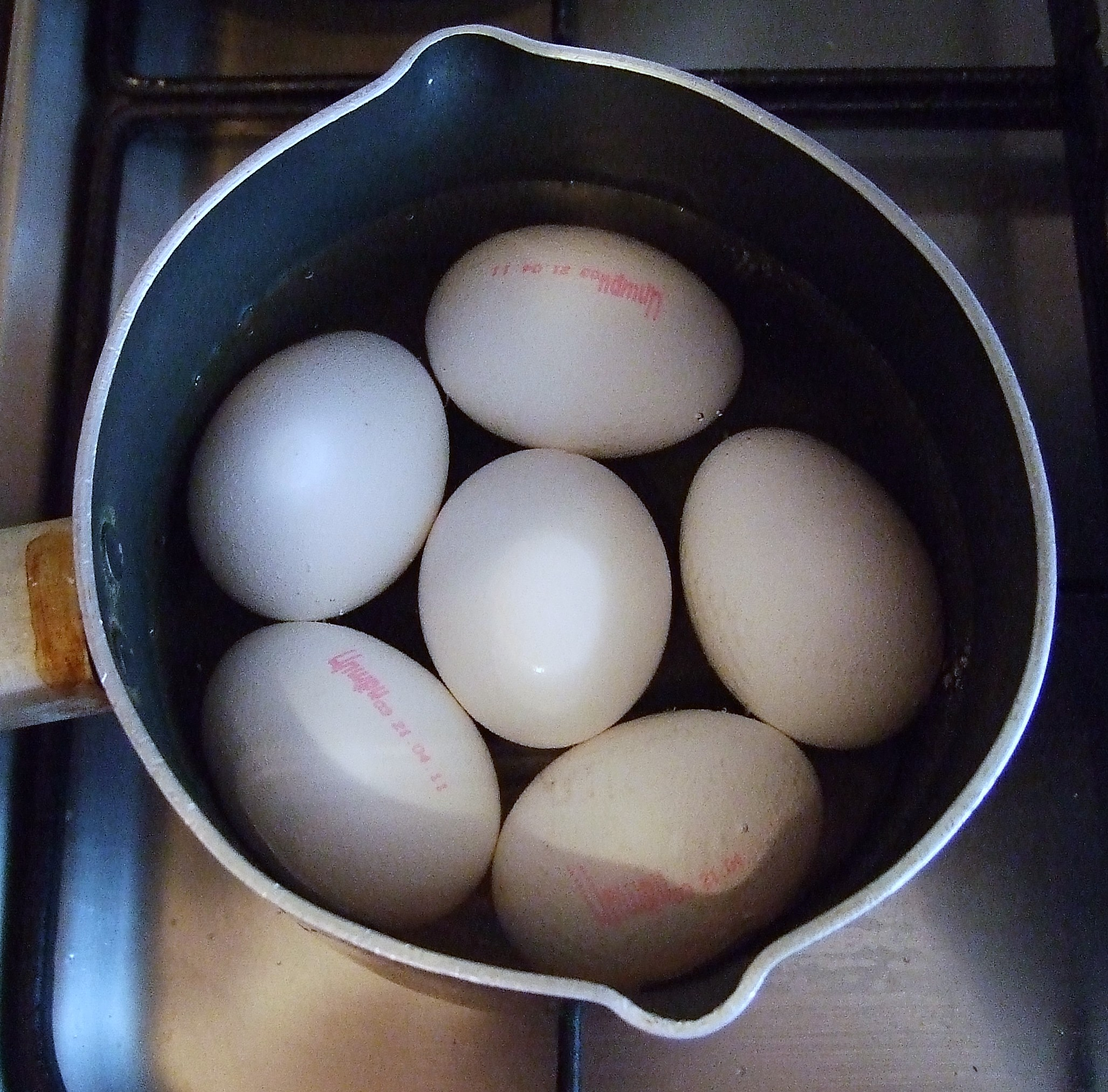
بيض خلال عملية سلقه

البيض المسلوق هو البيض (غالبًا بيض الدجاج) المطهُوّ دون كسر قشرته الخارجية من خلال وضعه في الماء المغلية. والبيض المسلوق تمامًا هو الذي تم طهيه حتى أصبح قوام كل من بياضه ومحه متماسكًا وصلبًا، أما البيض نصف المسلوق أو بيض البرشت فيبقى قوام محه سائلًا وبياضه يحافظ على اللزوجة إلى حدٍ ما.

## تركيبته
يتألف البيض من أربعة أجزاء: البياض (الاح)، الصفار (المح)، وغرفة الهواء التي تقع في أحد قطبي البيضة، والقشرة التي تحمي البيضة من المؤثرات الخارجية.
1. البياض: وهو الذي يعمل على تغذية الجنين الذي يبدأ نموه في منطقة الصفار، ويكون البياض غذاء مخزن للجنين، يعطيه الغذاء والطاقة للنمو قبل التفقيس، وهو مادة دهنية غليظة تحتوي على:• ليفيتين • ليستين • فيتالين • كوليسترول • حديد • فوسفور
2. الصفار: يحتوي على مواد حيوية مثل الحديد والفوسفور، وكذلك بعض الفيتامينات (مثل: أ، ب، ج، د، هـ). وتطفو على سطح الصفار حويصلة النطفة، وهي تتميز ببياضها، من هذه النقطة، يبدأ تكوّن الجنين ونموه داخل البيضة.
3. غرفة الهواء: تقع في الجزء الأكبر من البيضة، وتكون ضيقة لا تكاد تُرى في البيضة الطازجة، وكلما تبخر الماء من سوائل البيضة مع الوقت، إلا وازداد حجم غرفة الهواء، لذلك يمكن معرفة البيض الطازج بوضعه بالماء مع إذابة القليل من الملح بالماء، فإذا لم تطفو البيضة على السطح فهذا يدل على أن غرفة الهواء ضيقة وصغيرة، أي أن البيضة طازجة، فهذه التجربة أثبتت أن البيض طازج إذا كان عمره أقل من عشرة أيام، وإن طفت البيضة فإن عمرها ما بين عشرة أيام وعشرين يومًا.
4. القشرة الخارجية: وهي مركبة أساسًا من الكالسيوم، وبمراقبتها بالمجهر نشاهد مسامات كثيرة مغطاة بمادة رقيقة، تمنع دخول الجراثيم و الهواء إلى داخل البيضة، ولكنها لا تمنع تبخر الماء من داخل البيضة وخروجه إلى الخارج، وكثرة لمس البيضة بالأيدي أو الغسل يُفسد هذا التركيب الرقيق المصمم للتهوئة، مما يؤدي إلى تلوث البيضة وفسادها.

## تناوله
إن البيض غني بالبروتين، و غني بالحديد، وهو أغنى من الحليب بالحديد، والحليب أغنى بالكالسيوم من البيض، والبيض والحليب غنيان بفيتامين د، وكذلك فإن البيض غني بالأملاح المعدنية وفقير من النشويات، مما يجعله مع لائحة الأغذية المستعملة في تخفيض الوزن.
أفضل الطرق لتناول البيض هو البيض غير المكتمل السلق، أي (البرشت)، وهو الأسهل هضماً، والبيض المسلوق أسهل هضمًا من البيض المقلي.

## يمنع الإكثار من البيض في بعض الحالات
قد يمتنع عن الإكثار من البيض في الحالات التالية:
1. المصابون بكسل في وظيفة الكبد، وحصى المرارة.
2. المصابون بالتحسس من أكل البيض.
3. المصابون بارتفاع حاد بالكوليسترول (دهن الدم).
4. المصابون بالربو وحساسية الصدر.
5. المصابون بنشاف شرايين القلب، أو الدماغ.
6. المصابون بالتهابات الكلى، والحصى والرمل.

## وصلات خارجية
- Basic Hard-Cooked Eggs, American Egg Board
- Boiling an Egg - Science Background
- Boiling of eggs for molecular gastronomers
- A recipe for perfect soft-boiled egg
- wiki articles on how to boil an egg، poach an egg, and soft boil an egg. An overview of all processes for boiling eggs.